# Qiana Chase
Qiana Chase (født 12. februar 1981) er en amerikansk model og Playboy Playmate for dets juli 2005 udgivelse.
Hun har optrådt i E!'s The Girls Next Door og 50 Cents "P.I.M.P" musikvideo.
Qiana har ligeledes modelleret for Playmate Xtra i maj 2007, som del af Playboy Cyber Club.

## Filmografi
- Epic Movie